# Азарський Іван Миколайович
Азарський Іван Миколайович (20 березня 1946 , Київка, Саратовська область ) — лікар-хірург, викладач хірургії та організатор охорони здоров'я вищих кваліфікаційних категорій, письменник, історик-краєзнавець, доктор медичних наук (1992), Заслужений раціоналізатор України (1991), Почесний донор України (1992), академік Академії медико-технічних наук України (1999), почесний професор Вінницького національного медичного університету імені М.Пирогова (2004).

## Біографія
Азарський Іван Миколайович народився 20 березня 1946 року в селі Київка, Новоузенського району Саратовської області, РРФСР.
Середню школу закінчив у м. Ашгабат (Туркменська РСР). Займався спортом, майстер спорту СРСР з боксу, брав участь у спартакіаді народів СРСР.
1965 — поступив на лікувальний факультет Туркменського державного медичного інституту (м. Ашгабат).
З 1964 по 1967 рр. брав участь у сходженні на головну вершину Копетдага, а у складі збірної Туркменії був учасником змагань по спортивному орієнтуванні в горах Паміру.
1967 — учасник походу «Дорогой славы отцов» по маршруту Ашгабат — Красноводськ — Баку — Київ.
З 1969  — слухач військово-медичного факультету (ВМФ) при Саратовському державному медичному інституті, який закінчив у 1971 році за фахом «військовий лікар-хірург» та був направлений на роботу в Збройні сили СРСР.
1973 — з відзнакою закінчив інтернатуру по загальній хірургії на базі Львівського державного медичного інституту.
В подальшому служив і працював на різних посадах лікарем-хірургом і керівником лікувальних закладів Збройних сил СРСР.
В 1976 році виконував обов'язки головного нейрохірурга в Центральному госпіталі Центральної групи військ у Чехословаччині.
1978 — з відзнакою закінчив Військово-медичну академію імені С. М. Кірова (м. Ленінград) за спеціальністю «нейрохірургія».
З 1980 — головний трансфузіолог Прикарпатського військового округу (м. Львів).
В 1990 році звільнився з лав Збройних сил СРСР у званні полковника медичної служби.
1990—1993 — викладач хірургії у Хмельницькому базовому медичному училищі.
1990—1996 — хірург Хмельницької обласної лікарні.
З 1996 року займається науковою діяльністю на базі Вінницького національного медичного університету імені М.Пирогова.
Одружений. Дружина Олександра Олександрівна — педагог, Заслужений раціоналізатор України, академік Академії медико-технічних наук України. Подружжя має дітей та онуків.

## Наукова діяльність
Наукою і практичною хірургією почав займатись ще з 3-го курсу Туркменського державного медичного інституту. Вивчав проблеми виразкової хвороби шлунка і дванадцятипалої кишки. Був асистентом на операціях, оперував сам під керівництвом академіка Бариєва Ч. Б. Виступав з науковими роботами в студентському науковому товаристві інституту, був старостою хірургічного наукового гуртка.
Під час навчання у Військово-медичні академії імені С. М. Кірова займався науковою роботою з проблемних питань: внутрішньо-мозкові пухлини і судинні порушення мозкового кровообігу, під керівництвом академіка Хілько В. О. оперував черепно-мозкові травми і пошкодження хребта. Був учасником Всесоюзного з'їзду нейрохірургів і Товариства нейрохірургів Ленінградської області в ЛНХІ імені проф. А. Л. Паленова.
В 1974 році розробив і до 1996 року вдосконалював лікування деструктивних форм панарицію (Патент РФ № 2055524 від 10.03.1996 «Спосіб лікування деструктивних форм панарицію»).
У 1982 році з відзнакою закінчив академічні курси по трансфузіології і гематології у Військово-медичній академії імені С. М. Кірова, де розробив та запровадив відкриття «Визначення груп крові в стаціонарних і польових умовах за допомогою консервованих, розморожених, відмитих стандартних еритроцитів» (№ 5824-В89 від 12.09.1989 — реферат публікації у Бібліографічному довіднику Всесоюзного інституту наукової і технічної інформації «Депоновані рукописи», 1990, № 1, Б/0253, Академія наук СРСР, м. Москва).
З 1982 року працював над кандидатською дисертацією з проблемних питань геморагічного і травматичного шоку під керівництвом д.м.н. Д. М. Шермана та професора Г. Г. Караванова (ОВГ 1120, м. Львів). В цей час І. М. Азарський вперше запропонував оксигеновану консервовану кров різних строків зберігання при лікуванні хворих з гемморагічним та травматичним шоком (опубліковано в збірнику «Вчені Поділля (фундаментальні наукові праці)», 1999, ч.1, у статті «Шок»).
Винайшов і запропонував для лікування хворих «Універсальний портативний апарат оксигенації № 1 (УПАО-1)», м. Львів, 1983 р. (опубліковано у 53 наукових працях). Багаторічна дослідницька та лікувальна робота по застосуванню оксигенованої крові та оксигенованої плазми крові дали можливість Азарському І. М. отримати пріоритет на винахід «Особливості плазми крові — носія кисня і її дихальна функція» (№БП 728, 30.08.1985 р., м. Москва).
1983—1986 — заступник редактора «Бюлетеня раціоналізаторських пропозицій, взятих до реалізації в медичних закладах округу» у Прикарпатському військовому окрузі (м. Львів), де публікуються раціоналізаторські пропозиції і винаходи вчених і практичних лікарів.
У 1984 році разом з О. О. Азарською зробив відкриття «Феномен блакитної крові» (плазма цієї блакитної крові зберігається у Державному архіві Хмельницької області), яке опубліковане у 1998 році в наукових роботах «Актуальні питання медицини» Республіканської науково-практичної конференції, що проходила у м. Хмельницькому.
В 1985 році брав участь в організації та роботі II Всесоюзного з'їзду гематологів та трансфузіологів у м. Львові. На з'їзді Азарським І. М. вперше була зроблена доповідь «Оксигенація консервованої крові різних строків зберігання з допомогою універсального портативного апарату оксигенації № 1».
В 1986 році з відзнакою закінчив академічні курси по трасфузіології і гематології у Військово-медичній академії імені С. М. Кірова, де під керівництвом професора С. Д. Попова розробляв програму «Організаційні заготовлення консервованої крові при підвищеній інфекційній захворюваності в донорських колективах». Ця праця була надрукована у матеріалах наукової конференції «Актуальні питання трансфузіології» ВМА імені С. М. Кірова, м. Ленінград, 1987 р.
1991—1992 — пройшов вдосконалення по торакальній і черевній хірургії на базі Вінницького національного медичного університету імені М.Пирогова.
1992—1993 — вдосконалення по торакальній і черівній хірургії, педагогіці і психології на базі Київського національного медичного університету, де переймає науковий і практичний досвід у провідних вчених-хірургів, академіка М. М. Амосова і професора В. Д. Братуся.
Після захисту в 1992 році докторської дисертації, продовжує розробки у сфері фундаментальних медичних наук, де особливе місце займає діагностика функції легень, кровообіг та гіпоксичні стани головного мозку, рівень мікроциркуляції на клітинному рівні, що відображено у винаході «Спосіб діагностики порушень функції легень» (Патент України на винахід № 21353А від 2.12.1997 р., м. Київ).
Разом з Азарською О. О. створив наукову школу і розробив програму лікувально-реабілітаційних та педагогічних заходів для дітей з дитячим церебральним паралічем, хворобою Луї-Бара, з патологіями психічного стану та опорно-рухового апарату та іншими неврологічними захворюваннями.
В 2005 році у Державному архіві Хмельницької області створений фонд особового походження «Допомога хворим дітям — сенс життя» академіків Академії медико-технічних наук Азарського І. М. та Азарської О. О. У Хмельницькій обласній науковій бібліотеці окремо виділено фонд «Колекція видань академіків Азарських».
Автор (співавтор) 18 відкриттів, 52 винаходів, 1030 раціоналізаторських пропозицій, 1650 наукових публікацій, 14 наукових посібників, 35 монографій, 13 авторських операцій, 7 лікувальних препаратів, має 12 свідоцтв на авторське право.

## Нагороди та відзнаки
- 1991 — Заслужений раціоналізатор України.
- 1992 — Почесний донор України.
- 1992 — Доктор медичних наук.
- 1999 — Диплом дійсного члена (академіка) Академії медико-технічних наук України.
- 1999 — Диплом почесного діяча науки і техніки Наукового медико-технічного товариства України.
- 2000 — Премія ім. Ю.Сіцінського.
- 2003 — Премія ім. Б.Хмельницького[4].
- 2004 — Почесний профессор Вінницького національного медичного університету імені М.Пирогова.
- 2012 — Золота зірка «Герой козацького народу».
- 2013 — Генерал армії МГО «Міжнародна Академія Козацтва».
- 2014 — Почесна відзнака «Хрест Звитяги».
- 2016 — Почесний профессор університету Папи Римського імені Себастьяна Франсіско де Міранда.
- 2016 — Золота зірка «Герой козацького народу».